# Torre Vecchia (San Vincenzo)
La Torre Vecchia di Campiglia è una torre costiera situata nel comune di San Vincenzo. La sua ubicazione è in località La Torraccia, nella parte meridionale del territorio comunale.

## Storia e descrizione

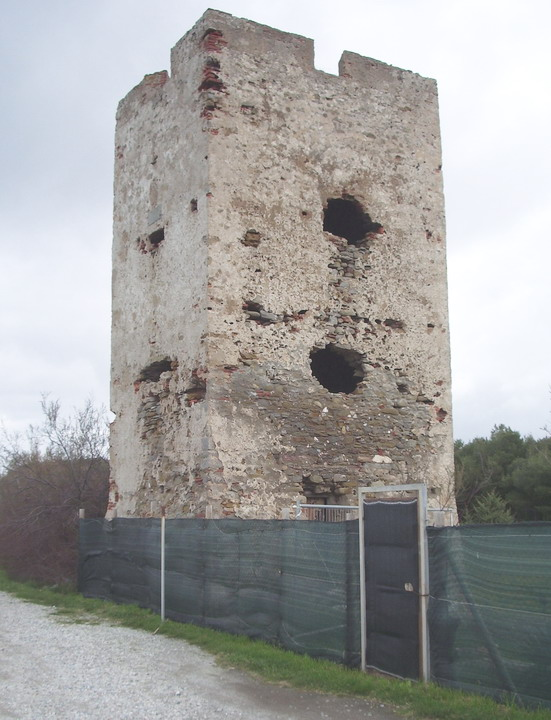
La torre prima dei restauri

La torre venne edificata dai Pisani in epoca medievale, quasi certamente tra il XII e il XIII secolo, per creare un sistema difensivo lungo il tratto meridionale del territorio della Repubblica di Pisa. La struttura architettonica militare continuò a svolgere per secoli le originarie funzioni di avvistamento e di difesa, venendo riqualificata verso la metà del Cinquecento dai Medici per potenziarne l'efficienza nell'ambito del nuovo sistema difensivo costiero del Granducato di Toscana. Tuttavia, nel tardo Seicento iniziarono i lavori di costruzione della vicina Torre Nuova e, una volta ultimati, la struttura militare fu abbandonata a vantaggio della seconda, la cui ubicazione era considerata più strategica perché posta proprio presso il confine con il Principato di Piombino. Adibita in seguito a magazzino, la torre fu venduta a privati nella seconda metà dell'Ottocento.
La Torre Vecchia si presenta a pianta quadrangolare, disposta su tre livelli, con basamento a scarpa che si articola lungo tre dei quattro lati. Le strutture murarie esterne, rivestite in pietra, presentano alcune delle originarie feritoie che si aprono ad altezze diverse; alcune finestre quadrangolari permettono di individuare dall'esterno i corrispondenti livelli interni. Nella parte sommitale si trova una soluzione di continuità su ciascun lato, che originariamente permetteva di puntare i cannoni di cui era munita la torre in caso di incursione e attacco nemico.